# سكافيزم

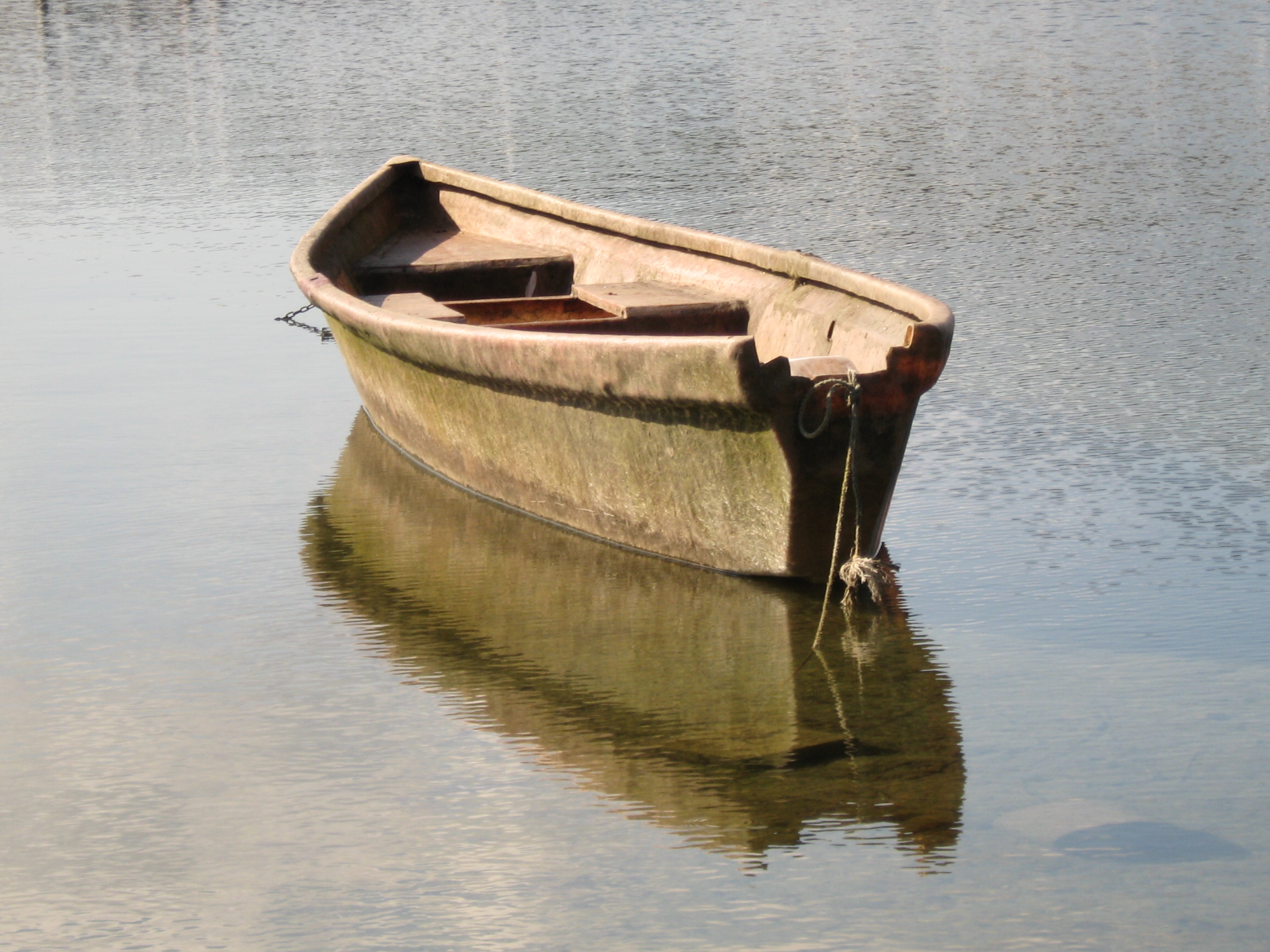

سكافيزم (بالإنجليزية: Scaphism)‏ المعروفة أيضا باسم القوارب، هي وسيلة إعدام فارسية قديمة، صممت لإلحاق أكبر قدر من العذاب، الاسم جاء من الكلمة الإغريقية skáphe ومعناها مُجوّف.
كان المحكوم بالإعدام يُربط ويوضع عاريا داخل قاربين ضيقين موضوعين وجها لوجه (وأحيانا يوضع داخل جذع شجرة مجوفة) بحيث لا يظهر منه سوى الرأس واليدين والقدمين، ويتم إجبار الضحية على تناول اللبن والعسل إلى أن يصاب بإسهال شديد، كما تُدهن الأجزاء الظاهرة منه بالعسل لتجتذب الحشرات. ويترك بهذا الوضع مع فضلاته المتراكمة داخل القارب إلى أن يتعفن. أحيانا يوضع القارب ليطفو فوق بركة راكدة، أو يترك الضحية في الشمس.
تظل فضلات الضحية تتراكم داخل القارب، وتجتذب هذه الفضلات المزيد من الحشرات، ويصاب الضحية بالقرح ثم بالغرغرينا، وتتكاثر الحشرات داخل لحمه المتعفن إلى أن تحدث الوفاة. وعادة ما يستغرق الأمر حوالي سبعة عشر يوما من العذاب إلى أن يموت.
وقد كان الهنود الحمر أيضا يستعملون طريقة شبيهة لتنفيذ الإعدام، حيث يربط الضحية بشجرة ويلطخ جسمه بالعسل ليجذب إليه النمل. وأحيانا يوضع الضحية داخل جلد حيوان ميت ويربط عليه ويترك في الصحراء ليتعفن، إضافة إلى هجوم الحشرات والطيور الجارحة.